# Vanguard Way
Der Vanguard Way ist ein 106,5 km langer Fernwanderweg im Vereinigten Königreich. Er führt in Nord-Süd-Richtung vom Bahnhof East Croydon in Outer London nach Newhaven an der Südküste Englands. Er verläuft durch die Grafschaften Surrey, Kent und East Sussex zwischen Croydon und Newhaven in East Sussex. Er verbindet die Londoner Vororte über die North Downs, den Ashdown Forest, den South-Downs-Nationalpark und das Cuckmere Valley mit der Südküste.
Der Wanderweg wurde anlässlich des 15-jährigen Bestehens des Vanguards Rambling Club im Jahr 1980 angelegt. Der Club benannte sich nach einem Anlass, als er von einer Wanderung im Begleitwagen (auf Englisch: Vanguard) eines überfüllten Zuges zurückkehrte. Die offizielle Einrichtung der Route erfolgte am 3. Mai 1981, und der Vanguards Rambling Club blieb bis 2022 zuständig, als die Verantwortung an die Vanguard Way Association übertragen wurde.
Der Vanguard Way verbindet das Zentrum Londons mit dem Wandle Trail entlang des Flusses Wandle von Croydon aus und wird manchmal als Wanderweg zwischen London und Paris genutzt, der Verbindungen zu den Fährhäfen an der Südküste bietet. Der Weg ist außerdem mit dem London Outer Orbital Path, dem North Downs Way, dem Pilgrims’ Way, dem Greensand Way, dem London Countryway, dem Eden Valley Walk, dem Forest Way, dem Wealdway, dem Sussex Border Path, dem South Downs Way und dem England Coast Path verbunden.

## Stationen des Weges
- Croydon
- Woldingham
- Crockham Hill
- Forest Row
- Blackboys
- Berwick
- Alfriston
- Seaford
- Newhaven